# Ващенко Костянтин Ілліч
Костянтин Ілліч Ващенко (нар. 26 грудня 1900 (7 січня 1901), Козелець — 4 вересня 1992, Київ) — український вчений у галузі ливарного виробництва, доктор технічних наук, професор.

## Біографія
Народився 26 грудня 1900 (7 січня 1901) року у містечку Козельці Чернігівської губернії). У 1930 році закінчив Київський політехнічний інститут після чого викладав у ньому. У 1934 році захистив кандидатську дисертацію з проблем перероблення вагранкового чавуну на сталь для виливків у малих бесемерівських конверторах. У передвоєнні роки  разом з працівниками заводу «Більшовик» вперше в країні впровадив у виробництво технологію лиття деталей хімічної апаратури з корозійностійкого в лужному і кислотному середовищах чавуну.
В роки німецько-радянської війни разом з іншими співробітниками інституту був евакуйований до Ташкента. Був включений до структури Середньоазійського індустріального інституту і став одним з перших радянських творців особливо міцного сірого модифікованого чавуну, необхідного для масового виробництва литих корпусів артилерійських мін, снарядів, авіабомб та інших типів боєприпасів. Брав участь у проектуванні і будівництві Середньоазійського металургійного заводу. За цей трудовий внесок наприкінці війни був нагороджений орденом Червоної Зірки.
У 1945 році в Середньоазійському індустріальному інституті захистив докторську дисертацію з проблем виробництва виливків з високоміцного модифікованого сірого чавуну з пластинчастим графітом. У 1944–1974 роках був завідувачем кафедри ливарного виробництва чорних та кольорових металів Київського політехнічного інституту. Через козацьке походження став членом КПРС аж 1953 року.

Могила Костянтина Ващенка

Помер у 1992 році. Похований в Києві на Байковому кладовищі.

## Наукова діяльність
Основні праці стосуються хімічно стійких сплавів, чавунного та кольорового литва, формувальних матеріалів. Остання друкована праця К. І. Ващенка в співавторстві з В. С. Шуміхіним «Плавка и внепечная обработка чугуна для отливок», видана у 1991 році, залишається основним підручником для студентів кафедр металургійного профілю вузів з дисципліни «Чавунне литво».
Засновник власної наукової школи. Під його керівництвом підготовлено біля двох тисяч спеціалістів-ливарників, 6 докторів і близько 80 кандидатів технічних наук. Серед учнів Костянтина Ващенка — доктори наук, професори Георгій Борисов, Олег Бялік, Аркадій Сьомик тощо.

## Відзнаки
Заслужений діяч науки і техніки УРСР (з 1964 року). Нагороджений орденом Леніна, двома орденами Трудового Червоного Прапора, орденом Дружби народів, орденом Червоної Зірки, багатьма медалями та іншими державними відзнаками.